# Хадим Али-паша
Хадим Али-паша (умро јула 1511), познат и као Атик Али-паша, је био османски државник, управник Румелије и велики везир у два наврата.

## Биографија
Година рођења Хадима Али-паше није позната. Рођен је у селу Дрозгометва у данашњој Босни и Херцеговини. Најпре је обављао функцију управника Румелије. Предводио је османску војску у Османско-мамелучком рату (1485-1491). Доживео је 1488. године пораз код Адане. Постављен је први пут за великог везира 1501. године. Функцију је обављао до 1503. године. Неколико година касније поново је изабран за великог везира, те је на тој функцији провео период од 1509. до 1511. године. Током његовог другог мандата, подигнута је побуна Шахкулија. У покушају да сузбије побуњенике, Хадим Али-паша је погинуо у близини Сиваса, јула 1511. године. Хадим Али-паша је дао име двема џамијама у Истанбулу.